# Ga'at
Il ga'at (anche akelet) è una farinata tipica dell'Etiopia e dell'Eritrea, fatta con orzo, anche se molte comunità della diaspora utilizzano spesso la farina di grano. Per cucinare il ga'at, vengono combinati la farina con l'acqua mescolandoli continuamente con un cucchiaio di legno. Il ga'at viene servito su un tumulo di grandi dimensioni con un buco al centro, riempito con una miscela di tesmi e berbere. Questa combinazione piccante viene mitigata con lo yogurt che bilancia i sapori.
Esso viene consumato prevalentemente a colazione, anche se viene inoltre preparato tradizionalmente per gli ospiti che vengono a visitare i bambini appena nati.